# Archaeopteryx
Archaeopteryx („Staré křídlo“) je nejznámější fosilní prapták nebo spíše ptákům podobný „neptačí“ (z angl. non-avian) teropodní dinosaurus, který žil na konci jurského období před asi 151 až 148 miliony let na území dnešního jihovýchodního Německa (v okolí bavorských měst Eichstätt a Solnhofen, jeho zkameněliny byly odkryty v dnes již slavných solnhofenských litografických vápencích. Historický význam tohoto teropoda spočívá zejména v jeho roli coby domnělého "chybějícího evolučního článku" mezi plazy a ptáky.

## Popis
Tento malý teropod se živil zřejmě rybami, kraby, bezobratlými a snad i drobnými savci. Dosahoval délky asi 40 až 50 cm, rozpětí křídel 70 cm a hmotnosti kolem 0,5 kilogramu. Jiné odhady udávají hmotnost 0,97 kg u subadultního exempláře. Jiná studie udává podstatně nižší váhu, a to 32 až 34 gramů pro druh A. lithographica. V roce 2018 byl oznámen objev dalšího exempláře s relativně velkými křídly, při stáří asi 147 milionů let jde zároveň o geologicky nejmladší exemplář tohoto druhu.
Stále není jisté, zda a do jaké míry dokázal tento opeřený teropod aktivně létat (nebo plachtit). Mozek byl u tohoto malého teropodního dinosaura relativně malý, vážil dle většiny odhadů, založených na obrazech a modelech z počítačové tomografie, pouze kolem 1,5 gramu. Koncový mozek tohoto "praptáka" pak obsahoval dle odhadu z roku 2022 asi 54 milionů nervových buněk (neuronů), což je jen přibližně jedna šestina množství telencefalických neuronů přítomných u současného jihoamerického hlodavce kapybary.

## Historie
První fosilií tohoto jurského teropoda bylo jedno izolované pero, objevené koncem 50. let 19. století. V roce 2019 byl tento nález opětovně zkoumán za pomoci vyspělé zobrazovací technologie. Až v roce 2020 bylo potvrzeno, že pero skutečně patřilo archeopteryxovi a pravděpodobně pocházelo z jeho křídla. Archaeopteryx lithographica měl shodně znaky ptáků i neptačích teropodních dinosaurů. Jeho peří bylo velmi podobné peří holubímu a geometrie jeho kostí přední končetiny se podobala situaci u některých současných ptáků, což nás opravňuje předpokládat, že byl schopen klouzavého nebo dokonce aktivního letu. Tento prapták byl popsán již roku 1861 a brzy se stal oporou Darwinova evolučního učení (jako chybějící článek mezi ptáky a plazy).

## Druhy a zařazení
Archaeopteryx dnes tvoří samostatnou čeleď, některými paleontology je však považován za vývojově odvozeného teropodního dinosaura (klad Deinonychosauria), příbuzného některým opeřeným dinosaurům z Liao-ningu. Tuto možnost zprvu podpořil také objev příbuzného rodu Xiaotingia ze stejného místa v roce 2011. Podle nových (2011) studií však je Archaeopteryx blíže vývojové linii ptáků - Avialae (a ve studii z r. 2013 k ní byl přiřazen i rod Xiaotingia), a může být proto právem nazýván primitivním praptákem.
V současnosti je znám a rozlišovány tři základní druhy, A. lithographica (podle litografických vápenců, ve kterých byla fosílie objevena), poté A. siemensii a A. bavarica. V roce 2001 nicméně polský paleontolog Andrzej Elzanowski stanovil nový rod pro největší exemplář archeopteryxe, Wellnhoferia. S tímto krokem ale ne všichni vědci souhlasí. V roce 2018 byl na základě kosterních fosilií popsán již 12. známý exemplář tohoto jurského teropoda, který navíc patří ke geologicky nejstarším.
V říjnu 2018 byl nejznámějším slovenským paleontologem Martinem Kundrátem a týmem dalších paleontologů oznámen objev nového druhu archeopteryxe, A. albersdoerferi. Tento druh byl objeven v souvrství Mörnsheim a je tak mírně geologicky mladší, než klasické exempláře ze souvrství Solnhofen. Pocházejí tedy z nejsvrchnější jury, z doby před zhruba 147 miliony let.
K roku 2020 je známo již 12 fosilních exemplářů archeopteryxe v různě kvalitním stavu dochování.
V květnu 2024 bylo oznámeno zakoupení nového 13. exempláře pro Fieldovo muzeum v Chicagu.

## Potrava a rozmnožování

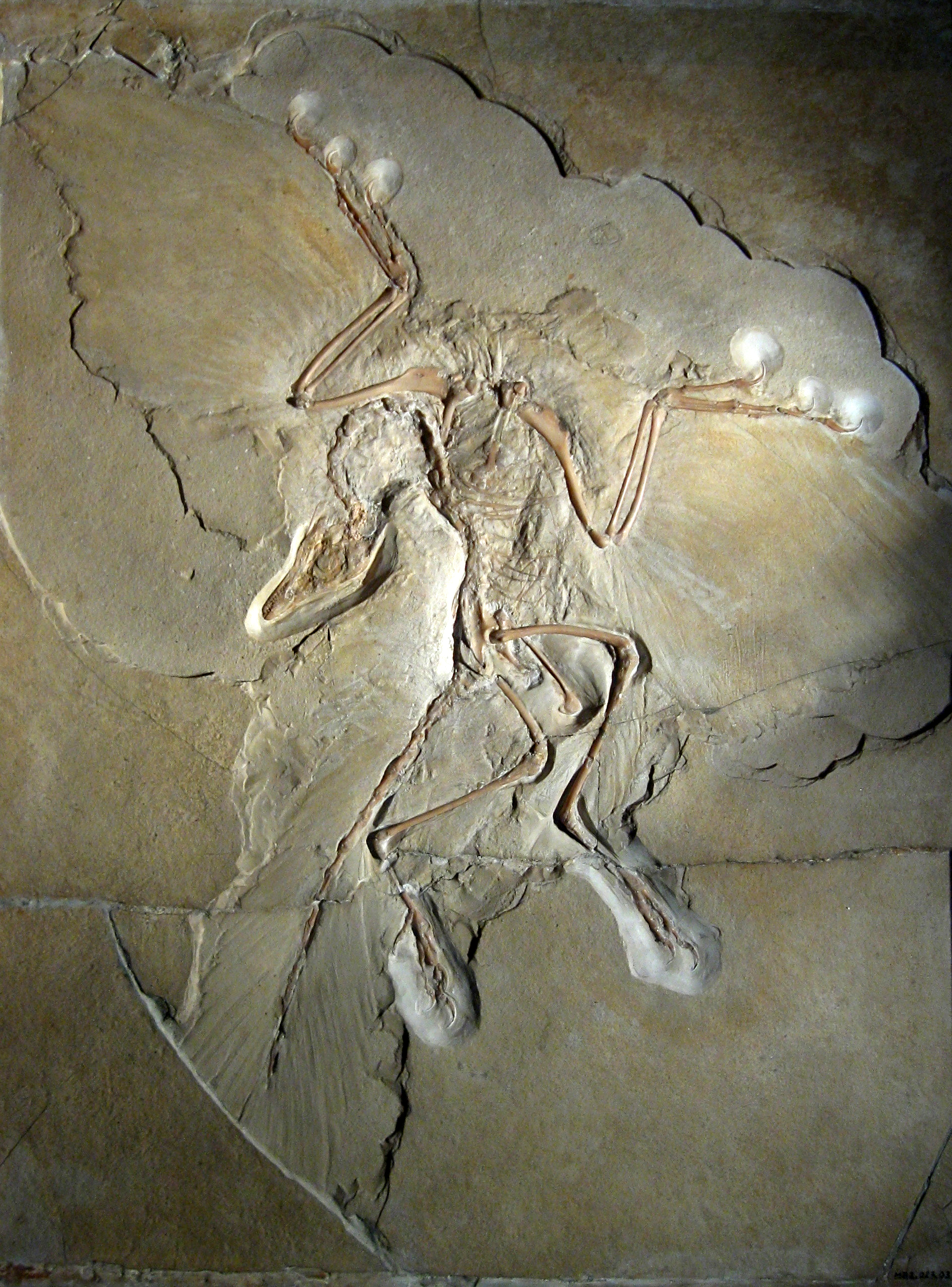
"Berlínský exemplář" druhu Archaeopteryx lithographica

Předpokládá se, že s výbavou ostrých zubů a dlouhých nohou s drápy nemohl být býložravcem. Pravděpodobně se živil převážně hmyzem, který srážel velkými křídly. Stejně jako dnešní ptáci kladl vejce. Mohl si stavět hnízdo na stromě nebo na skále, aby svá mláďata lépe uchránil před masožravci. Výzkum pánevních kostí druhohorních ptáků ukazuje, že mohli být příliš těžcí na to, aby mohli sedět na svých vajíčkách a zahřívat je. Doba inkubace vajíček archeopteryxe byla propočítána na zhruba 50 dní.
Tento teropod zřejmě nebyl úzce potravně specializovaný, což dokládá zejména jeho dentice.

## Ekologie a objev
Jeho životním prostředím byly pravěké pralesy a příbřežní porosty, žil nejspíš na stromech. Létal jen málo, možná se pouze snášel klouzavým letem na zem. Žil zřejmě především arboreálním (stromovým) způsobem života. Jeho první zkamenělina byla objevena v roce 1860 v Bavorsku (otisk pera). Doposud bylo objeveno zhruba 8 zkamenělin tohoto živočicha, které prakticky všechny pocházejí z okolí bavorského Solnhofenu a Eichstättu. Nejznámější, tzv. berlínský exemplář je dnes vystaven v Museum für Naturkunde.
Výzkum za pomoci moderních zobrazovacích technologií, publikovaný v odborné studii koncem roku 2020 odhalil, že archeopteryx do jisté míry přepeřoval, podobně jako mnozí současní ptáci.

## Měkké tkáně
V roce 2010 byla publikována studie, podle které přinejmenším jeden exemplář archeopteryxe vykazuje známky původních chemických látek ve fosilizovaném peří. Ty odhalila spektrální analýza. Jiná studie ze stejného roku zase naznačuje, že archeopteryx a čínský teropod kaudipteryx měli pera tenká a nedostatečně vyvinutá pro aktivní let a nebyli tedy dobrými letci.. Podle vědecké studie z roku 2013 měl archeopteryx světle zbarvená křídla s tmavými okraji (špičkami obrysových per).

### Česká literatura
- SOCHA, Vladimír (2021). Dinosauři – rekordy a zajímavosti. Nakladatelství Kazda, Brno. ISBN 978-80-7670-033-8 (str. 81, 144)